# Andrea Dueso
Andrea Dueso, née le 13 avril 1988 à Saragosse, est une actrice espagnole,,,.

## Filmographie
Sauf indication contraire, les informations mentionnées dans cette section peuvent être confirmées par la base de données cinématographiques IMDb,  présente dans la section « Liens externes ».
- 2004 : Capital (série télévisée)
- 2005 : Corta-t (série télévisée) : Nuria
- 2005 : Ana y los 7 (série télévisée)
- 2005 : Hospital Central (série télévisée) : Alicia Aguado
- 2006 : SMS, sin miedo a soñar (série télévisée)
- 2009 : U.C.O. (série télévisée) : Claudia
- 2010 : Hay alguien ahí (série télévisée) : Lara
- 2010 : Marina (court métrage) : Marina
- 2010 : La que se avecina (série télévisée) : Vanesa Valcárcel
- 2010 : Luz (court métrage) : Luz
- 2011 : Los secretos de Miren (court métrage) : Carol
- 2008-2011 : Amar en tiempos revueltos (série télévisée) : Lucy
- 2011 : Road to Wacken : Carla
- 2011 : Física o química (série télévisée) : Susana
- 2011 : Vida loca (série télévisée)
- 2011 : Arrayán (es) (série télévisée)
- 2012 : Saras (court métrage) : Sara
- 2012 : Toledo, cruce de destinos (es) (série télévisée)
- 2012 : Contigo (court métrage) : la sœur
- 2011-2012 : Las crónicas de Maia (série télévisée) : Maia
- 2013 : Afterparty : Ana
- 2013 : Fito & Pitchi (court métrage) : Julia
- 2013 : Encontrados en NYC : Andy
- 2013 : Me llaman búho (court métrage) : Mabel
- 2013 : Jupiter (court métrage) : la fille
- 2014 : Parasomnia (court métrage) : Julia
- 2014 : Ciega a citas (es) (série télévisée) : Vane
- 2015 : El secreto de Puente Viejo (série télévisée) : Melisa